# الإعاقة في الأوروغواي
غالبًا ما تُوصَف الإعاقة في أوروغواي تاريخيًا وثقافيًا بالنموذج الطبي للإعاقة. تركّز جزء كبير من السياسات الحكومية الحالية على الاستعانة بمقدّمي رعاية مدرَّبين ويتلقّون أجورًا لتقديم الدعم للأشخاص ذوي الإعاقات الشديدة. ومع ذلك، لا يزال العديد من الأفراد الذين يحتاجون إلى أجهزة مساعدة يواجهون صعوبة في الوصول إليها.
في عام 2008، اعتمدت أوروغواي اتفاقية حقوق الأشخاص ذوي الإعاقة. عملت الحكومة على جعل المزيد من الأماكن متاحة جسديًا وتوفير مترجمين للغة الإشارة الأوروغوايانية (LSU) التي يُعترف بها كلغة أقلية.

## تاريخ
في بدايات تاريخ أوروغواي، لم يكن الأشخاص ذوو الإعاقات العقلية يتلقون علاجًا منتظمًا في الغالب.
ومع ذلك، يُسجَّل أن أحد أوائل المرضى الذين نُقلوا إلى مستشفى مونتيفيديو الخيري عام 1788 كان يعاني من اضطراب عقلي.
وخلال الحرب الأهلية الأوروغوايانية عام 1843، تعرّض نظام الرعاية الطبية للاضطراب، مما زاد من صعوبة تقديم الخدمات.
في أعقاب الحرب، ساهم تدفّق الأطباء من إنجلترا وفرنسا في إثراء المعرفة التقنية في مجال الطب النفسي، وهو ما مهّد الطريق لإنشاء أول مؤسسة للصحة العقلية في البلاد عام 1860.
وقد شهدت أواخر القرن التاسع عشر موجة من الإصلاحات، أسفرت عن تأسيس "مجتمعات علاجية" و"منازل محمية" في أوائل القرن العشرين.
وبالرغم من هذه التطورات، ظلت خدمات الرعاية للأشخاص ذوي الإعاقات العقلية مركّزة في العاصمة مونتيفيديو طوال معظم النصف الأول من القرن العشرين.
أُسِّس النظام التعليمي الخاص في أوروغواي في عام 1910 من قبل مجلس التعليم الابتدائي، وقد شُيّدت مدارس للطلاب الصم أو الذين يعانون من اضطرابات الكلام.
في أوروغواي، يعتبر مجتمع الصم ومجتمع الأشخاص ذوي الإعاقة حلفاء، ولكنهم ليسوا مرتبطين بشكل وثيق بسبب اختلاف تاريخهم. بدأت المجموعات التي تمثل الأشخاص ذوي الإعاقة في الضغط من أجل حقوقهم في ثمانينيات القرن العشرين. وفي أواخر الثمانينيات أيضًا، قدمت أوروغواي اقتراحًا للتعليم الثنائي اللغة للأطفال الصم والذي كان من المفترض أن يكون بمثابة نموذج للدول الأخرى. قبل ثمانينيات القرن العشرين، لم يذهب سوى عدد قليل من الأفراد الصم إلى المدرسة الثانوية وكان العديد من أفراد المجتمع مصابين بأمراض عقلية. بعد التغييرات في القانون وتشجيع التعليم الثنائي اللغة، أصبح عدد أكبر من أفراد مجتمع الصم يحصلون على التعليم ويذهبون إلى الجامعة.

## التركيبة السكانية
وفقًا لمسح أجراه المعهد الوطني للإحصاء واللجنة الوطنية الفخرية للإعاقة عام 2006، فإن معدل الأشخاص ذوي الإعاقة في أوروغواي بلغ 9.2 في المائة بشكل عام. كانت نسبة الأشخاص ذوي الإعاقة في العاصمة مونتيفيديو أعلى من بقية أنحاء البلاد بنسبة 11.5 في المائة وكان عدد أكبر من هؤلاء الأشخاص يعيشون في فقر.
يتمتع الأشخاص ذوو الإعاقة في أوروغواي بمعدل مشاركة اقتصادية أقل بكثير من الأشخاص غير المعاقين.

## سياسة
أصبحت السياسة الحكومية في أوروغواي تركز بشكل متزايد على "الحقوق". وهذا يتناقض مع الأساس الطبي الأولي للبلاد لوضع سياسة للأشخاص ذوي الإعاقة. وفي عام 2005 تقريبًا، نقلت الحكومة البرنامج الوطني للإعاقة من وزارة الصحة إلى وزارة التنمية الاجتماعية.
منذ عام 2005 تقريبًا، عندما تولت جبهة أمبيلو (FA) السيطرة على الحكومة، حظي بـاهتمام خاص لدور مقدمي الرعاية غير مدفوع الأجر في أوروغواي. في برامج الرعاية الاجتماعية القديمة في البلاد، أُهمل دور مقدمي الرعاية غير مدفوع الأجر إلى حد كبير. في السنوات الأخيرة، بدءًا من عام 2012، قدمت برامج احترافية لمقدمي الرعاية دخلاً لهؤلاء العمال الذين لم يتقاضوا أجرًا في السابق والذين قدموا خدمات للأطفال وكبار السن والأشخاص ذوي الإعاقة. أُطلق نظام الرعاية رسميًا في عام 2016 ويوفر التدريب لمقدمي الرعاية.
أُدرج فئة "المعاقين" في التعداد الوطني لأول مرة في عام 2011.

### المنظمات غير الحكومية
كانت أول منظمة يقودها أشخاص يتحدثون لغة الإشارة الأوروغوايانية (LSU)، هي جمعية الصم الأوروغوايانية، التي تأسست في عام 1928. في ثمانينيات القرن العشرين، بدأت مجموعة أخرى العمل مع ASUR، مركز أبحاث وتطوير الصم، ودافعت عن الحقوق المدنية لمجتمع الصم. توجد منظمات أخرى لمجتمع الصم في أوروغواي في مدن مختلفة في جميع أنحاء البلاد.
Movimiento Estamos Tod@s En Acción (META) هي مجموعة دولية للشباب ذوي الإعاقة. لدى META عضوية في 10 دول مختلفة، بما في ذلك أوروغواي.

### تشريع
ينص قانون العقوبات في المادة 30 على أن الأفراد الذين ارتكبوا جريمة جنائية لا يواجهون المسؤولية عن أفعالهم إذا كانوا يعانون من إعاقة عقلية. تُنظم الرعاية النفسية والاستشفاء بموجب القانون رقم 9581.
أُنشئ البرنامج الوطني للإعاقة بموجب المادة 256 من القانون رقم 18172.
في عام 2008، اعتمدت أوروغواي اتفاقية حقوق الأشخاص ذوي الإعاقة، من خلال القانون رقم 18418. في عام 2010، قامت أوروغواي بحماية الأفراد ذوي الإعاقة من خلال القانون رقم 18651 الذي يحمي حقوقهم في الحصول على الرعاية الصحية والتعليم والذي يوفر الفوائد والمساعدة المالية حسب الحاجة.
يجعل قانون الرعاية (رقم 19353) الذي صدر في نوفمبر 2015 تقديم الرعاية عملاً يحق لجميع الأطفال وكبار السن والأشخاص ذوي الإعاقة الوصول إليه.
صدر القانون رقم 19529 بشأن الصحة العقلية في أغسطس 2017. ويعتمد القانون على النموذج الطبي للإعاقة.

### تعليم
الأشخاص ذوي الإعاقة في أوروغواي أقل احتمالية للحصول على تعليم عالي من الأشخاص غير المعاقين. وجدت دراسة أجريت في عام 2004 أن الأطفال الذين تتراوح أعمارهم بين 4 و15 عامًا من ذوي الإعاقة يذهبون إلى المدرسة بنسبة 88 بالمائة فقط من السكان غير المعاقين وأن 32 بالمائة فقط يكملون المدرسة الابتدائية. أفادت اليونيسف في عام 2017 أن 1 من كل 3 أطفال من ذوي الإعاقات الشديدة لا يحصلون على التعليم وأن 1 من كل 4 أطفال من ذوي الإعاقة يواصلون تعليمهم الثانوي.
اعتبارًا من عام 2017، لم تكن المدارس في أوروغواي مستعدة بعد لضم الأطفال ذوي الإعاقة إلى فصولها الدراسية.
يُدرس مجتمع الصم في أوروغواي بلغة الإشارة الأوروغوايانية (LSU). في عام 1987، أنشأ مجلس التعليم الابتدائي اقتراحًا للتعليم الثنائي اللغة لمتحدثي جامعة ولاية لويزيانا في المدارس. يشير قانون التعليم العام لعام 2008 إلى استخدام "اللغات الأم" في المادة 40 ويدفع نحو أسلوب تعليمي أكثر ثنائية اللغة بما في ذلك لغة الإشارة. ينص قانون صدر في عام 2001 على أن جامعة ولاية لويزيانا هي "اللغة الطبيعية" لمجتمع الصم في أوروغواي، كما هو الحال في قانون التعليم العام لعام 2008. في عام 2008، أنشأت الإدارة الوطنية للتعليم العام (ANEP) تعليمًا ثنائي اللغة إلزاميًا للمتحدثين الطبيعيين بجامعة ولاية لويزيانا.

## إمكانية الوصول

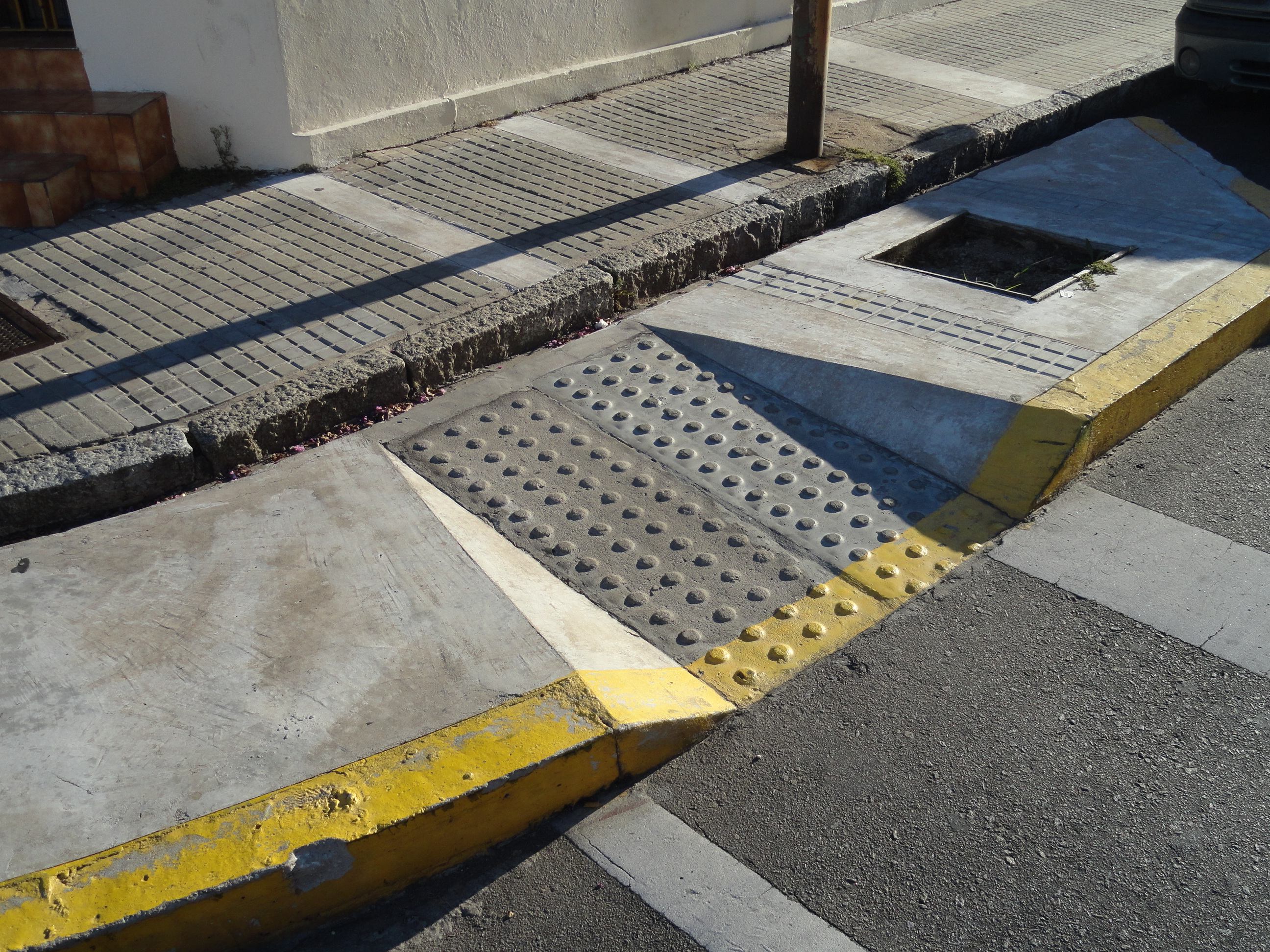
منحدر غير قابل للوصول في مالدونادو، أوروغواي في عام 2017.

في عام 2008، مُررت قوانين لتوفير إمكانية الوصول المادي إلى جميع المناطق العامة وكذلك لتوفير إمكانية الوصول إلى المعلومات العامة. تتوفر أماكن وقوف السيارات المخصصة للأشخاص ذوي الإعاقة فقط في مناطق التسوق والمستشفيات والمباني الحكومية.
أقل من 50 بالمائة من الأفراد ذوي الإعاقة الذين يحتاجون إلى جهاز مساعد قالوا إنهم حصلوا عليه، وفقًا لتعداد عام 2011.
أُنشئ مختبر للأطراف الاصطناعية في أوروغواي في عام 2011، من خلال اتفاقية تعاون مع كوبا. في عام 2013، أُنشئ المركز الوطني للمساعدة التقنية والتكنولوجية لتقديم المساعدة للأشخاص ذوي الإعاقة.
يوجد مترجمون للصم في حكومة المدينة في أغلب الأحيان في مونتيفيديو، مع إمكانية وصول أقل في المدن الأخرى. كما توفر بعض البرامج الإخبارية مترجمين أيضًا. كما فرضت أوروغواي على جميع القنوات التلفزيونية ضرورة توفير مترجمين لبرامج أخرى، واستكمال المشروع في عام 2020. ومع ذلك، لم يكن لدى الصم إمكانية الوصول الكافية إلى المترجمين في النظام الصحي اعتبارًا من عام 2012

## المواقف الثقافية
يرفض نشطاء الإعاقة في أوروغواي النموذج الطبي للإعاقة ويركزون بدلاً من ذلك على نهج حقوق الإنسان في التعامل مع القضايا المتعلقة بالأشخاص ذوي الإعاقة. ومع ذلك، لا يزال هناك موقف ثقافي عام يعتمد على النموذج الطبي عند التفكير أو الحديث عن الأشخاص ذوي الإعاقة.
يستخدم مجتمع الصم في أوروغواي لغة الإشارة الأوروغواي. غالبًا ما يُعامل مع مجتمع الصم في أوروغواي باعتبارهم متحدثين لـ "لغة أقلية" في البلد حيث اللغة الإسبانية هي اللغة الوطنية.

## رياضة
منذ عام 2015، تستضيف أوروغواي مهرجان ركوب الأمواج الشامل بهدف زيادة الوعي بحقوق الإنسان للأشخاص ذوي الإعاقة. ساعد المهرجان، الذي أقيم على شاطئ برافا في مونتيفيديو، في جمع الأموال وجمع نشطاء حقوق ذوي الإعاقة في أوروغواي معًا.